# Mainvilliers (Eure-et-Loir)
Mainvilliers is een gemeente in het Franse departement Eure-et-Loir (regio Centre-Val de Loire). De gemeente telde 10.950 inwoners op 1 januari 2022. De plaats maakt deel uit van het arrondissement Chartres en van het samenwerkingsverband Communauté d’agglomération Chartres métropole.
Mainvilliers is een voorstad van Chartres.

## Geschiedenis
Tot de 19e eeuw werden er in Mainvilliers vooral wijndruiven geteeld. In 1791 werd Mainvilliers, inclusief Lucé en het gehucht Seresville, een gemeente. In 1836 werd Lucé een zelfstandige gemeente los van Mainvilliers. In de 19e eeuw nam het areaal aan wijngaarden af, onder andere door de aanvoer van goedkopere wijn uit het zuiden via het station van Chartres. Tegen het einde van de 19e eeuw begon de bevolking sterk te groeien. Veel spoorwegarbeiders vestigden zich in Mainvilliers. Tussen 1960 en 1980 volgde een bouwprogramma waarbij het zuidoosten van de gemeente dat aansluit bij Chartres werd verstedelijkt.

## Geografie
De oppervlakte van Mainvilliers bedroeg op 1 januari 2022 11,92 vierkante kilometer; de bevolkingsdichtheid was toen 918,6 inwoners per km².
De onderstaande kaart toont de ligging van Mainvilliers met de belangrijkste infrastructuur en aangrenzende gemeenten.

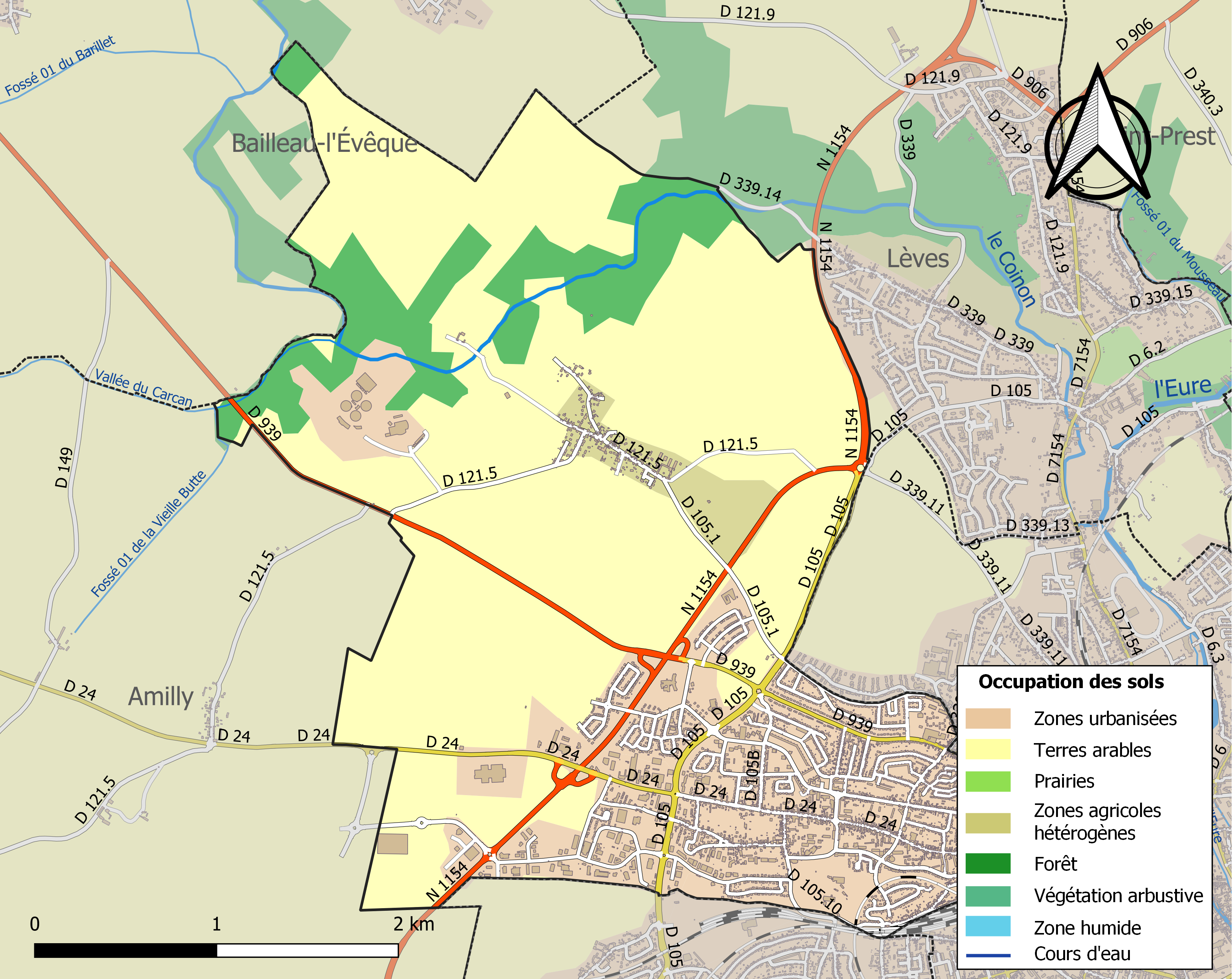

## Demografie
In 1835 telde de gemeente 720 inwoners, in 1891 1372 en in 1936 2178.
Onderstaande figuur toont het verloop van het inwonertal (bron: INSEE-tellingen).